# Edéa
Edéa is een stad in Kameroen en ligt in de regio Littoral aan de oevers van de Sanaga.
Edéa telt naar schatting 122.300 inwoners. Ten westen van de stad, tot aan de monding van de Sanaga ligt het nationaal park Douala Edéa.
In Edéa is een grote aluminiumsmelterij gevestigd (ALUCAM), die voor zijn stroomvoorziening gebruikmaakt van een waterkrachtcentrale op de rivier.
Sinds 1993 is Edéa de zetel van een rooms-katholiek bisdom.